# جيرالد كارتر (لاعب كرة قدم أمريكية)
جيرالد كارتر (بالإنجليزية: Gerald Carter)‏ هو لاعب كرة قدم أمريكية أمريكي، ولد في 19 يونيو 1957 في بريان في الولايات المتحدة.

## وصلات خارجية
- جيرالد كارتر على موقع مرجع كرة القدم المحترفة.كوم (الإنجليزية)